# Patriarcado de Preslava
O Patriarcado de Preslava (em búlgaro:  Преславска патриаршия) ou Patriarcado búlgaro de Preslava foi uma Igreja Ortodoxa autocéfala histórica que existiu no período de 927 a 1018 com a sede na cidade de Preslava.

## História
Convocado em 893, o Concílio de Preslava, junto com a eleição do governante búlgaro Simeão, foi decidido substituir o grego pelo eslavônico na liturgia. Durante seu reinado, o Czar Simeão I (893-927) substituiu gradualmente o alto clero grego pelo búlgaro e criou um arcebispado búlgaro autônomo que sob seu sucessor o Czar Pedro I (927-970) se tornou um Patriarcado.
As negociações entre o Czar e o Imperador Romano I Lecapeno em 927 levaram ao reconhecimento imperial do título imperial do governante búlgaro e à elevação canônica do chefe da Igreja búlgara como Patriarca da Bulgária. O primeiro Patriarca búlgaro foi Leôncio e sua cátedra foi na nova capital Preslava. O trono patriarcal foi posteriormente transferido para Drastar. De acordo com historiadores autorizados como Vasil Zlatarski e Georgi Bakalov durante o reinado do Czar Simeão I, no segundo Concílio Popular e Eclesiástico de Toda a Bulgária em 917 ou 918, o Arcebispado búlgaro foi elevado a Patriarcado para legitimar seu título imperial, esta questão está intimamente relacionada ao reconhecimento do título imperial de Simeão pelo Patriarcado de Constantinopla, que ainda não é um problema totalmente esclarecido nos estudos medievais.
Na segunda metade do séc. X, o Estado búlgaro caiu em fraqueza político-militar e parte dos territórios foram conquistados primeiro pelo Príncipe Esvetoslau I de Quieve e depois pelo Imperador João I Tzimisces. Presume-se que após a queda de Drastar nas mãos do inimigo, o Patriarca Damião buscou refúgio em Sérdica (Sófia), e mais tarde os Patriarcas se estabeleceram na nova capital da Bulgária, Ocrida.
Após a morte do Czar João Vladislau (1014-1018), grande parte da aristocracia búlgara perdeu a fé na possibilidade do reino sobreviver à guerra de décadas com Bizâncio e estava pronta para se curvar ao Império para preservar seus títulos, propriedades e privilégios. Este grupo também incluiu o último Patriarca do Primeiro Império Búlgaro, Davi. Junto com o Izurgu-bulia Bogdano, apareceu diante de Basílio II, o "Matador de Búlgaros" na Fortaleza de Estrúmica e expressou sua obediência a ele. Com o fim do Primeiro Império Búlgaro (1018), foi posto um ponto final ao Patriarcado búlgaro em preslava.
Em seu lugar, Basílio II estabeleceu o Arcebispado Búlgaro Autocéfalo de Ocrida, subordinado ao Patriarcado de Constantinopla. De acordo com as cartas de Basílio II, o Arcebispo de Ocrida deve ser de origem búlgara, mas após a morte de João de Debar (1018-1037) esta regra deixou de ser observada.

## Patriarcas
- Leôncio I (919-927) - Não reconhecido pelo Patriarca de Constantinopla.[6]

- Demétrio I (927-930) - Não reconhecido pelo Patriarca de Constantinopla.[6]
- Sérgio (931– 937/940)[6]
- George II (937-940)
- Gregório I (940-944)[6]
- Damião (944-972)[6]
- Germano (972-990)
- Nicolau (991-1000)
- Felipe (1000-1015)
- Davi (1015-1018) - Residência em Ocrida. Último Patriarca da Bulgária no Primeiro Império Búlgaro.